# Speak No Evil (composition)
Pour les articles homonymes, voir Speak No Evil (homonymie).
Speak No Evil est un standard de jazz écrit par le saxophoniste américain Wayne Shorter. Il est enregistré pour la première fois en 1964 pour l'album du même nom.

## À propos
Le morceau est enregistré le 24 décembre 1964, avec Wayne Shorter au saxophone ténor, Freddie Hubbard à la trompette, Herbie Hancock au piano, Ron Carter à la contrebasse et Elvin Jones à la batterie. Il est publié en avril 1966 sur l'album Speak No Evil.
Représentatif du langage musical de Wayne Shorter, la mélodie de ce morceau est constituée de notes tenues, soulignant l'harmonie. Le pont, avec son motif staccato et ses syncopes, fait penser à du Thelonious Monk.
Si Speak No Evil peut sembler simple à l'écoute, notamment à cause de son tempo modéré, l'harmonie révèle des pièges qui semblent mettre en difficulté Shorter lui-même : son solo débute par une seule note répétée, comme s'il se frayait un chemin dans un territoire inexploré. Son discours est simple, teinté de blues.

## Harmonie
Speak No Evil mélange harmonie « non-fonctionnelle » et modale.
Les deux premières sections sont structurées ainsi :
```
| Cm       | DbM7  | Cm     | DbM7 | Cm  | DbM7 | Cm  |
| DbM7 Ebm | Em Cm | Dm Bbm | A7b5 | Bbm | A7b5 | Bbm |
```

Dans cette grille, un exemple d'harmonie « non-fonctionnelle » classique du style de Shorter est l'alternance A7b5-Bbm7. A7b5 est un accord voisin de Bbm7, lui-même étant proche et amenant vers la tonique Cm. Mais le Bbm7 sert également d'accord de passage vers le pont, amorçant une descente dans la basse retombant élégamment vers la tonique Cm.

## Autres versions
Plusieurs musiciens ont enregistré Speak No Evil, notamment :
- 1984 : Kirk Lightsey Trio avec Chet Baker sur Everything Happens to Me
- 1988 : Toots Thielemans sur Only Trust Your Heart
- 1991 : Walter Bishop Jr sur What's New
- 1999 : Kenny Garrett, John Scofield, Michael Brecker et David Friesen sur Old Folks
- 2003 : Dylan Howe sur The Way I Hear It
- 2014 : David Liebman Big Band sur A Tribute to Wayne Shorter
- 2019 : George Cables sur I'm All Smiles